# 37 Dywizjon Rakietowy Obrony Powietrznej (26 BROP)
37 dywizjon rakietowy Obrony Powietrznej (37 dr OP) – pododdział obrony przeciwlotniczej Wojska Polskiego.
Sformowany w 1968 w Glicku, w strukturze 26 Brygady Rakietowej Obrony Powietrznej. Jednostka rozformowana 30 kwietnia 1990.

## Formowanie i zmiany organizacyjne
Zgodnie z zarządzeniem nr 0146 Dowódcy WOPK z dnia 13 grudnia 1967 sformowany został 36 dywizjon artylerii OPK.
Na podstawie rozkazu nr 0148 Dowódcy 2 KOP z dnia 6 listopada 1968, z dniem 3 stycznia 1969 dywizjon osiągnął gotowość bojową.
Od 20 kwietnia 1969 do 11 sierpnia 1969 w dywizjonie rozpoczął się proces formowania 41 dr OP.
Na przełomie maja i czerwca 1969, wraz z 36 dr OP i 38 dr OP jednostka uczestniczyła w zgrupowaniu poligonowym w Pieniężnicy i przygotowywała obsługi do strzelań poligonowych. 10 lipca 1969, na poligonie w Aszułuku, w ZSRR odbyło się pierwsze strzelanie bojowe. Kolejne strzelania dywizjon odbył w latach 1973, 1977 i 1981.
W roku 1986 dywizjon zmienił nazwę na 37 dywizjon rakietowy OP.
30 kwietnia 1990, w ramach restrukturyzacji Sił Zbrojnych i w wyniku zakończenia okresu technicznego eksploatacji zestawu rakietowego S-75, 37 dr OP został rozformowany.

## Dowódcy
- mjr Stanisław Zygoń – 1967–1969
- kpt. Franciszek Bujalski – 1969–1972
- mjr Władysław Hornik – 1972–1976
- mjr Zbigniew Sternal – 1976–1979
- mjr Zygmunt Kunkel – 1979–1982
- ppłk Edward Kornicki – 1982-1989